# Marjorie Rambeau
Pour les articles homonymes, voir Rambeau.
Marjorie Rambeau est une actrice américaine, née à San Francisco (Californie) le 15 juillet 1889, morte à Palm Springs (Californie) le 6 juillet 1970.

## Biographie
Marjorie Rambeau débute au théâtre dans les années 1910 et joue notamment à Broadway, entre 1914 et 1926. Au cinéma, elle enchaîne sept films muets sortis en 1917, puis n'en tourne que trois autres avant l'avènement du parlant. Elle apparaît ensuite dans 53 films, entre 1930 et 1957, dont quatre aux côtés de Joan Crawford. Pour la télévision, elle participe à deux séries consacrées au théâtre, en 1953, 1955 et 1956.
Elle fut nommée 2 fois pour l'Oscar de la meilleure actrice dans un second rôle : pour Le Lys du ruisseau en 1941 et pour La Madone gitane en 1953.
Pour sa contribution au cinéma, une étoile lui est dédiée sur le Walk of Fame d'Hollywood Boulevard.

## Filmographie complète

### Au cinéma

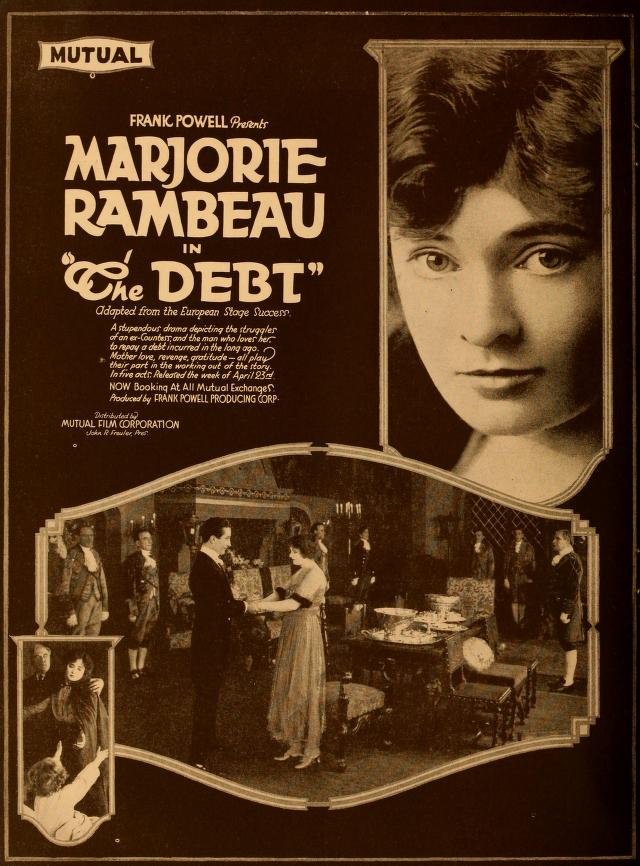
The Debt (1917)

- 1917 : The Greater Woman (court métrage), Motherhood, The Debt, The Mirror, The Dayling Miss Davison et Mary Moreland de Frank Powell
- 1917 : National Red Cross Pageant de Christy Cabanne
- 1919 : The Common Cause de J. Stuart Blackton
- 1920 : Coureur de dot (The Fortune Teller), de Albert Capellani
- 1926 : La Reine du Jazz (Syncopating Sue) de Richard Wallace
- 1930 : Great Day de Harry Beaumont et Harry A. Pollard
- 1930 : Her Man de Tay Garnett
- 1930 : Min and Bill de George W. Hill
- 1931 : Quand on est belle de Jack Conway
- 1931 : Trader Horn de W. S. Van Dyke (scènes coupées au montage)
- 1931 : A Tailor Made Man de Sam Wood
- 1931 : L'Inspiratrice (Inspiration) de Clarence Brown
- 1931 : Tribunal secret (The Secret Six) de George W. Hill
- 1931 : Strangers May Kiss de George Fitzmaurice
- 1931 : Son of India de Jacques Feyder
- 1931 : Silence de Louis J. Gasnier et Max Marcin
- 1931 : La Pécheresse (Laughing Sinners) de Harry Beaumont
- 1931 : Aimer, rire, pleurer (This Modern Age) de Nick Grinde (scènes coupées au montage)
- 1931 : Leftover Ladies d'Erle C. Kenton
- 1931 : Les Titans du ciel (Hell Divers) de George W. Hill
- 1933 : Ceux de la zone (Man's Castle) de Frank Borzage
- 1933 : Strictly Personal de Ralph Murphy
- 1933 : The Warrior's Husband de Walter Lang
- 1934 : Un héros moderne (A Modern Hero) de Georg Wilhelm Pabst
- 1934 : Palooka de Benjamin Stoloff
- 1934 : Grand Canary d'Irving Cummings
- 1934 : Ready for Love (en) de Marion Gering
- 1935 : Rivaux (Under Pressure) de Raoul Walsh
- 1935 : Dizzy Dames de William Nigh
- 1937 : First Lady de Stanley Logan
- 1938 : Madame et son clochard (Merrily we live) de Norman Z. McLeod
- 1938 : Woman against Woman de Robert B. Sinclair
- 1939 : Laugh it off d'Albert S. Rogell
- 1939 : La Mousson (The Rains came) de Clarence Brown
- 1939 : Sudden Money de Nick Grinde
- 1939 : Heaven with a Barbed Wire Fence de Ricardo Cortez
- 1940 : Tête chaude (East of the River) de Alfred E. Green
- 1940 : Le Lys du ruisseau (Primrose Path) de Gregory La Cava

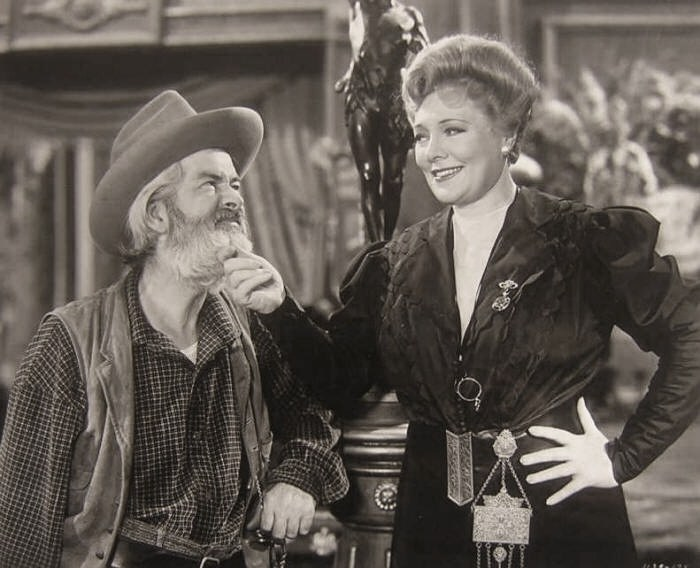
Avec Gabby Hayes, dans La Ruée sanglante (1943)

- 1940 : Sante Fe Marshal de Lesley Selander
- 1940 : 20 Mule Team de Richard Thorpe
- 1940 : Tugboat Annie sails again de Lewis Seiler
- 1941 : Three Sons o' Guns de Benjamin Stoloff
- 1941 : La Route du tabac (Tobacco Road) de John Ford
- 1942 : Broadway de William A. Seiter
- 1943 : La Ruée sanglante (In Old Oklahoma) d'Albert S. Rogell
- 1944 : Oh, What a Night de William Beaudine
- 1944 : Army Wives de Phil Rosen
- 1945 : Les Amours de Salomé (Salome where she danced) de Charles Lamont
- 1948 : The Walls of Jericho de John M. Stahl
- 1949 : Le Fantôme d'Anne-Marie (The Lucky Stiff) de Lewis R. Foster
- 1949 : Faites vos jeux (Any Number Can Play) de Mervyn LeRoy
- 1949 : Abandoned de Joseph M. Newman
- 1953 : La Madone gitane (Torch Song) de Charles Walters
- 1953 : Éternels Ennemis (Bad for Each Other) d'Irving Rapper
- 1953 : Niagara de Henry Hathaway (petit rôle non crédité)
- 1954 : L'Éternel féminin (Forever Female) d'Irving Rapper
- 1955 : Au service des hommes (A Man called Peter) de Henry Koster
- 1955 : Le Train du dernier retour (The View from Pompey's Head) de Philip Dunne
- 1957 : Calomnie (Slander) de Roy Rowland
- 1957 : L'Homme aux mille visages (Man of a Thousand Faces) de Joseph Pevney

## Théâtre
Pièces jouées à Broadway

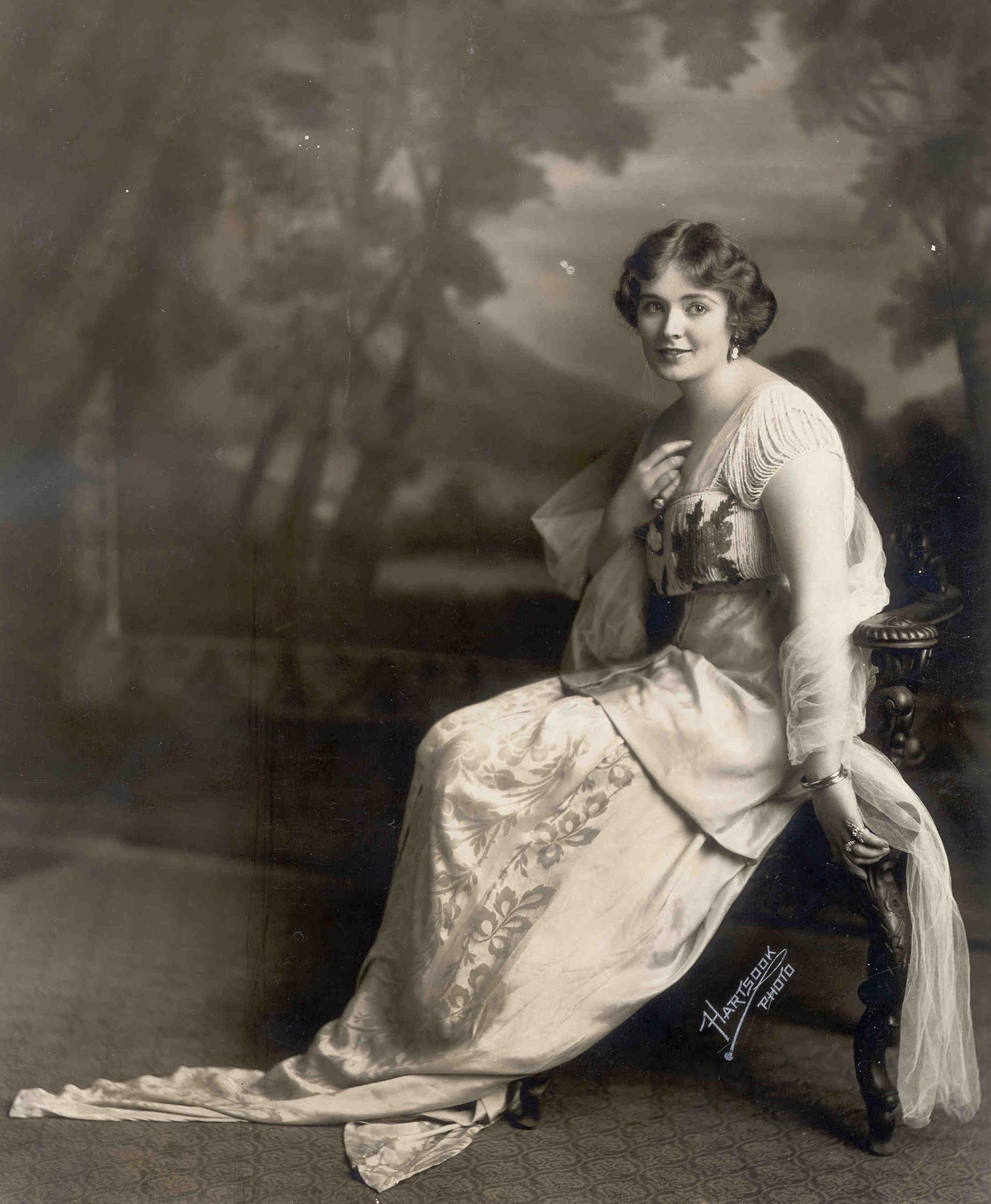
En 1915, dans la pièce d'Israel Zangwill Ce n'est que Mary Ann (Merely Mary Ann) - Hartsook Photo

- 1914 : So Much for So Much de (et avec) Willard Mack[1]
- 1915-1916 : Sadie Love d'Avery Hopwood, avec Pedro de Cordoba
- 1916-1917 : Cheating Cheaters de Max Marcin
- 1917-1918 : Eyes of Youth de Charles Guernon et Max Marcin
- 1918 : Where Poppies Bloom de Roi Cooper Megrue, d'après Henry Kistemaeckers, avec Pedro de Cordoba, Lewis Stone
- 1919 : The Fortune Teller de Leighton Graves Osmun
- 1919-1920 : The Unknown Woman de Marjorie Blaine et Willard Mack, avec Lumsden Hare
- 1921-1922 : Daddy's Gone A-Hunting de Zoe Akins
- 1922 : The Goldfish d'après Paul Armont et Marcel Gerbidon, adaptation de Gladys Unger
- 1923 : Comme il vous plaira (As you Like it) de William Shakespeare, avec Walter Abel, Margalo Gillmore, Ian Keith
- 1924 : The Road Together de George Middleton
- 1925 : The Valley of Content de Blanche Upright
- 1925 : Antonia de Melchior Lengyel, adaptation d'Arthur Richman, mise en scène de George Cukor et M. Lengyel, avec Ilka Chase, Lumsden Hare, Philip Merivale, Georges Renavent
- 1926 : The Night Duel de Daniel N. Rubin et Edgard MacGregor
- 1926 : Just Life de John Bowie, avec Norman Foster